# Consumer Electronics Show
La International Consumer Electronics Show, o CES, és una fira professional que té lloc cada mes de gener a Las Vegas, Estats Units, organitzada per Consumer Electronics Association. En aquesta convenció són presentats força previs de productes, així com s'anuncien de nou. Se celebra a Las Vegas Convention Center, que s'adapta per a les tecnologies específiques. És considerada com una de les convencions tecnològiques més importants.

## Història
La primera CES se celebra al juny de 1967 a Nova York, com una derivación del Chicago Music Show, el major esdeveniment d'exhibició d'electrònica d'usuari fins al moment. Eixe any va comptar amb 100 exhibidors i 17.500 assistents. De 1978 a 1994, la CES es va celebrar dos cops per any: al gener a Las Vegas (Winter Consumer Electronics Show) i al juny a Chicago (Summer Consumer Electronics Show).
A partir de 1995, la cita de Chicago comença a perdre popularitat, i els organitzadors decideixen experimentar amb un tipus de convenció mòbil per diferents ciutats, com ara Filadèlfia. Però, es planeja la seua celebració el mateix cap de setmana que la convenció E3 i, després de les protestes dels exhibidors, es cancel·la l'acte de la ciutat de Pennsylvania. A l'estiu de 1996, celebrat a Orlando, participen un part dels exhibidors tradicionals, mentre que la versió hivernal, a Las Vegas, continuava sent un èxit. El 1997, la convenció d'estiu va ser organitzada junt al COMDEX d'Atlanta, però va ser cancel·lat quan els impulsors van comprovar l'escassa acollida per part dels exhibidors. A partir de 1998, la CES esdevé anual, amb Las Vegas com a seu.

## Presentacions notables fetes al CES
- Primers productes amb tecnologia de transferència de potència elèctrica sense fils Wi-Charge, 2018.[1]
- Sistemes de transferència de potència sense fils amb tecnologia Wi-Charge., 2017.
- Els fabricants de televisors presenten la tecnologia d'ultra alta resolució 4K, 2015.
- Blu-ray Disc, 2004
- Xbox, 2001
- Digital Video Recorder (DVR), 1999
- HDTV, 1998
- Digital Versatile Disc (DVD), 1996
- Virtual Boy, 1995
- CD-i, 1991
- Tetris, 1988
- Nintendo Entertainment System (NES), 1985
- ordinador Amiga, 1984
- Commodore 64, 1982
- Compact Disc (CD), 1981
- Camascopi, 1981
- Tennelec MCP-1 programmable escàner (ràdio), 1976
- Pong, videojoc d'Atari, 1975
- Laserdisc, 1974
- Video Cassette Recorder (VCR), 1970